# بني خليفة
قرية بنى خليفة هي إحدى القرى التابعة لمركز ناصر في محافظة بني سويف في جمهورية مصر العربية. حسب إحصاءات سنة 2006، بلغ إجمالي السكان في بنى خليفة 2384 نسمة، منهم 1259 رجل و1125 امرأة.